# Comtat d'Elda
El Comtat d'Elda és un títol nobiliari creat el 14 de maig de 1577 pel rei Felip II a favor de Joan Coloma i Cardona, III Senyor d'Elda, Virrei de Sardenya, en atorgar-se rang nobiliari a la baronia d'Elda, Petrer i Salines pels serveis prestats a la Corona d'Aragó i Castella per ell i els seus ascendents, els qui ja ostentaven el senyoriu d'Elda. Es va mantenir com a tal fins a 1837, quan es va produir l'abolició dels senyorius, quedant solament el títol nobiliari de Conde d'Elda.
L'Arxiduc-pretendent Carles d'Àustria, va concedir la Grandesa d'Espanya el 26 d'abril de 1707 al V comte Francisco Coloma i Borja.
Aquesta Grandesa d'Espanya va ser reconeguda pel rei Alfons XIII el 18 de març de 1918 a la XV comtessa, María del Pilar Osorio i Gutiérrez dels Rius, III duquessa de Fernán Núñez.

## Orígens
El comtat d'Elda té el seu origen als antics territoris dels senyorius d'Elda (inclosos el lloc de Salines) i Petrer, que havien pertangut al comtat de Concentaina. El comte de Concentaina els havia adquirit en 1424 i 1431 respectivament, a Violante, vídua de Joan II d'Aragó el d'Elda, i a Pere de Rocafull, Petrer. Posteriorment van ser venuts al llinatge de la família Coloma per escriptura signada a Alcalá d'Henares el 28 de novembre de 1497.

## Comtes d'Elda
- Joan Coloma i Cardona, I comte d'Elda, III senyor d'Elda.
- Antoni Coloma i Saa, II comte d'Elda,
- Joan Coloma (III Comte d'Elda),
- Juan Andrés Coloma, IV comte d'Elda,
- Francisco Coloma i Licitades, V comte d'Elda,
- Francisco Coloma de la Truja, VI comte d'Elda GE 1707,
- Gonzalo Arias Dávila i Coloma, VII comte d'Elda-GE,
- Diego Arias Dávila, VIII comte d'Elda-GE,
- Francisco Arias Dávila, IX comte d'Elda-GE,
- Laura Castellví de Alagón i Coloma, X comtessa d'Elda-GE,
- Felipe Carlos Osorio i Castellví, XI comte d'Elda-GE,
- Felipe Osorio de la Cova, XII comte d'Elda-GE,
- María del Pilar Osorio i Gutiérrez dels Rius, XIII comtessa d'Elda-GE, III duquessa de Fernán Núñez, XV comtessa de Barajas.

1. Va casar amb Manuel Falcó i d'Adda Valcárcel. Va cedir, en 1918, el Comtat amb la seva Grandesa al seu net:

- José Falcó i Álvarez de Toledo (n. en 1898), XIV comte d'Elda-GE, baró de Benifaió.

1. Va casar amb Emilia Carrión i Santa Marina. Li va succeir, en 1984, el seu fill:

- Enrique Falcó i Carrión,XV comte d'Elda-GE.

1. Va casar amb María Fernanda Méndez-Núñez i Gómez-Acebo